# Top Eleven Football Manager
Top Eleven Football Manager ou Top Eleven est un jeu vidéo de gestion sportive développé et édité par Nordeus, sorti en 2010 sur Facebook, iOS et Android,,.

## Système de jeu
Se joue seul ou à plusieurs pour affronter et devenir le meilleur manager d'une équipe de football de Top Eleven. Dans une division de 14 équipes dont 8 premières places donnent accès à la division supérieur et à d'autres compétitions.
Le manager définit la meilleure composition possible, la stratégie adaptée à sa façon de jouer et l'applique sur son équipe. Il manage le stade, les sélections, les transferts (malheureusement pas les prêts volontaires de ses joueurs), la logistique et les finances. Il participe à des tournois en ligne. Le jeu utilise l'image de José Mourinho pour faire sa promotion.

## Diffusions de propagande
L'armée israélienne a produit de nombreuses vidéos et les a diffusées en 2023 en tant que spots publicitaires sur ce jeu vidéo, dans le cadre de la guerre de l'image durant le conflit avec le Hamas.